# سوفیانه چوبانی
سوفیانه چوبانی (انگلیسی: Sofiane Choubani؛ زادهٔ ۲۹ مارس ۱۹۹۰) بازیکن فوتبال اهل فرانسه است.
از باشگاه‌هایی که در آن بازی کرده‌است می‌توان به باشگاه فوتبال نصر حسین دای، باشگاه فوتبال آنژه، و باشگاه فوتبال نانت اشاره کرد.
وی همچنین در تیم ملی فوتبال زیر ۲۰ سال فرانسه بازی کرده‌است.